# 대구반야월초등학교
대구반야월초등학교는 대한민국 대구광역시 동구 서호동에 있는 공립 초등학교다.

## 연혁
- 1930년 9월 1일 경산군 안심공립보통학교(4년제) 개교
- 1938년 4월 1일 안심공립심상소학교(6년제)로 개명[1]
- 1941년 4월 1일 안심공립국민학교로 개명[2]
- 1955년 4월 1일 매여분교장 개교
- 1968년 5월 17일 반야월국민학교로 개명
- 1981년 7월 1일 대구광역시로 편입[3](대구반야월국민학교)
- 1988년 10월 11일 희망의 동산 조성
- 1993년 7월 15일 안심관(강당) 준공
- 1996년 3월 1일 대구반야월초등학교로 개칭[4]
- 1996년 3월 1일 대구율하초등학교로 564명 이적
- 2003년 11월 27일 반야월관 준공
- 2004년 11월 16일 전자도서실 개관, 보건실 현대화, 학교 환경개선 사업 완료
- 2009년 2월 28일 영어체험실 설치
- 2009년 3월 24일 운동장 인조잔디구장 완공
- 2009년 8월 18일 본관·별관 연결 도복도 완공
- 2015년 5월 3일 연못터 학교 텃발 조성
- 2016년 2월 4일 제83회 졸업식(총 졸업생 수 20,798명)
- 2016년 3월 1일 36학급 편성(특수학급 2학급 포함)
- 2017년 2월 15일 제84회 졸업식(총 졸업생 수 20,955명)
- 2017년 3월 2일 2017학년도 신입생 162명(남 80명, 여 82명)

## 학교 상징
- 교화 - 배롱나무꽃 : 영원한 약속, 아름다움과 슬기
- 교목 - 은행나무 : 장부의 기상, 역사와 전통

## 참고 문헌
- 대구반야월초등학교 - 한국교육학술정보원 학교알리미

## 같이 보기
- 대구반야월초등학교 축구단
- 대구반야월초등학교 축구단은 대구축구명문 엘리트 축구단 : 여승훈 감독 지휘 (반야월초등학교 출신)